# Francisco Garmendia
Francisco Garmendia Agirrezabalaga (1946, Azpeitia – 3. prosince 2015, Zumaya) byl španělský sociolog, univerzitní profesor a politik.

## Životopis
Studoval politické teorie na univerzitě v Mnichově a získal doktorát z politologie na Complutense de Madrid. Působil na Universidad de Deusto (1977-2011), kde byl profesorem sociologie. Na politické scéně byl prvním ředitelem lingvistické politiky baskické vlády za Carlose Garaikoetxea. Garmendia patřil ke skupině politologů jako Andoni Irala, Jon Mimenza a Jon Artola, studujících boj Basků za svou národní identitu.

## Dílo
- Pueblo vasco y soberanía: aproximación histórica y reflexión ética
- La democracia a debate. Democracia y participación
- La soberanía en relación al pueblo vasco: dos siglos de confrontación 1802-2002, aproximación histórica